# Brîlivka
Brîlivka (în ucraineană Брилівка) este o așezare de tip urban din raionul Țiurupînsk, regiunea Herson, Ucraina. În afara localității principale, mai cuprinde și satul Mîrne.

## Demografie
Componența lingvistică a așezării de tip urban Brîlivka
     Ucraineană (90,48%)
     Rusă (8,41%)
     Alte limbi (0,34%)
Conform recensământului din 2001, majoritatea populației așezării de tip urban Brîlivka era vorbitoare de ucraineană (90,48%), existând în minoritate și vorbitori de rusă (8,41%).